# Dainius Adomaitis
Dainius Adomaitis,  (nacido el 19 de enero de 1974 en Sakiai, Lituania)  es un  exjugador de baloncesto y entrenador lituano. Con 1.94 de estatura, su puesto natural en la cancha era el de alero. Después de retirarse se dedicaría a ser entrenador, dirigiendo al BC Neptūnas y al Lietuvos Rytas entre otros equipos. Actualmente está sin equipo.

## Trayectoria como jugador
- Statyba Vilnius (1993-1996)
- Žalgiris Kaunas (1996-1999)
- Montecatini S.C. (1999)
- Anwil Włocławek (1999-2000)
- Śląsk Wrocław (2000-2003)
- BCM Gravelines (2003-2007)
- Barons/LMT (2007-2009)

## Trayectoria como entrenador
- Czarni Słupsk (2010–2012)
- Anwil Włocławek (2012)
- Lietuvos Rytas (Asistente) (2012–2013)
- Lietuvos Rytas (2013–2014)
- BC Juventus (2014–2015)
- BC Neptūnas (2015–2018)
- Lietuvos Rytas (2018–2020)
- Hapoel Jerusalem B.C. (2021)[1][2]